# Chance Vought F4U Corsair

Принципова схема винищувача «Корсар»

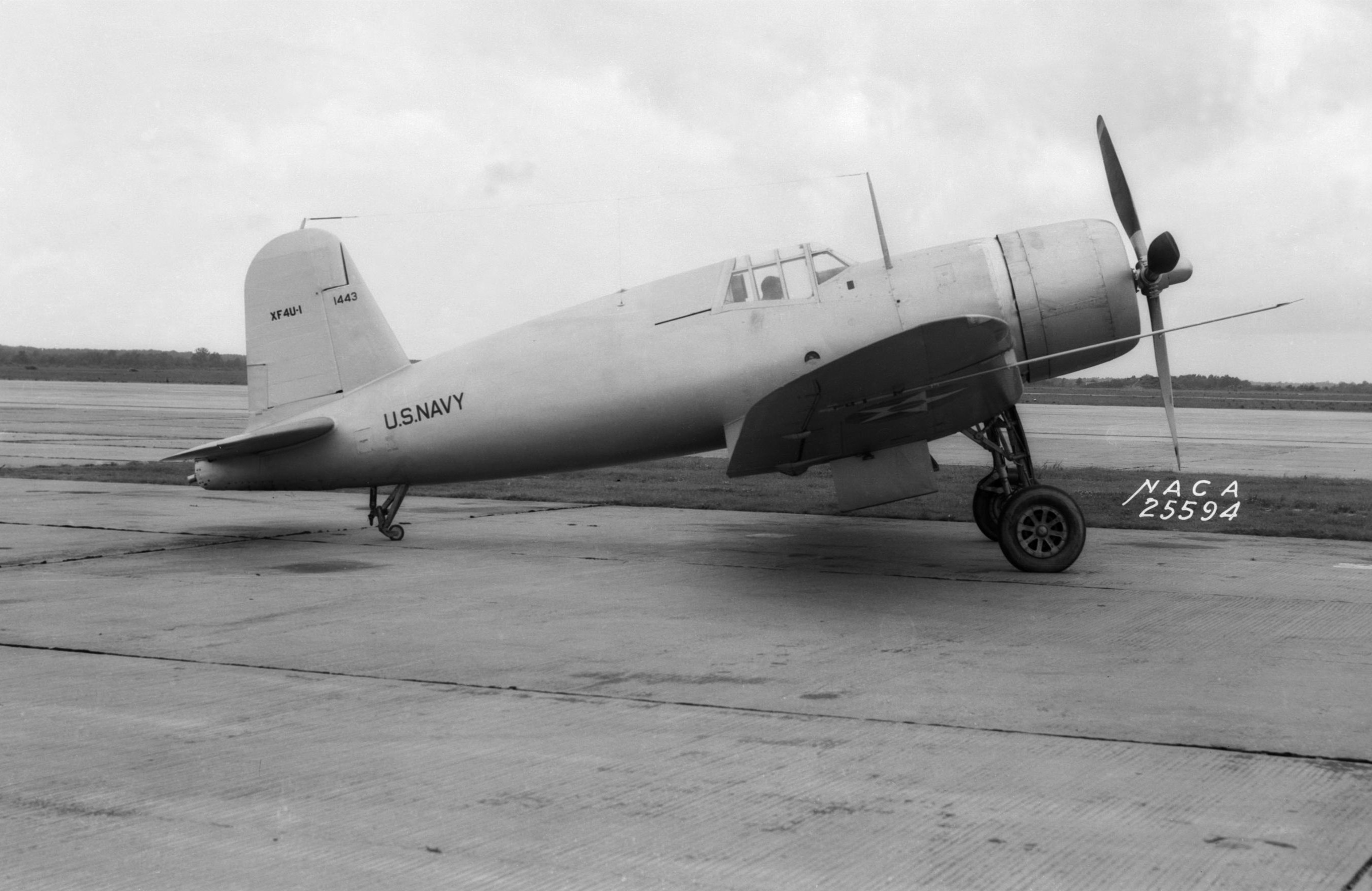
Прототип літака F4U «Корсар»

Чанс Воут F4U «Корсар» (англ. Chance Vought F4U Corsair) — американський палубний винищувач-бомбардувальник виробництва авіакомпанії Vought за часів Другої світової та Корейської війн. Перший зразок надійшов до авіації флоту в 1942 році, останній — до французьких Повітряних сил в 1953. Загалом було випущено 12 571 літак 16 модифікацій, що є рекордом для виробництва літаків з поршневим двигуном в історії американської авіації. Винищувач відмінно зарекомендував себе в ході бойових дій, перебував на озброєнні американської палубної авіації, в морській піхоті, а також у флотах Великої Британії, Нової Зеландії, Франції та інших країнах світу. Деякі японські пілоти вважали його найпотужнішим винищувачем Другої світової війни, а експерти американських ВМС підрахували співвідношення бойових втрат у повітряних боях за участю «Корсарів», як 11:1 на користь останнього.

## Створення
У лютому 1938 американські ВМС оголосили конкурс на створення швидкісного двомоторного та одномоторного висотного палубного винищувача для потреб свого флоту. Для одномоторного винищувача висувались наступні вимоги: дальність дії до 1 600 км, максимально можлива швидкість на висоті в 6 000 метрів у 563 км/год та швидкість звалювання не більше ніж 110 км/год. Цей літак мав озброюватись чотирма кулеметами або авіаційними гарматами, як виключення допускалось оснащення трьома кулеметами з підвищеним боєкомплектом.
До «фіналу» конкурсу вийшли три фірми — Bell Aircraft, Grumman Corporation і Vought. Bell Aircraft виступила з проектом літака Bell XFL Airabonita — легким одномісним винищувачем з двигуном, розташованим в центрі мас, за кабіною пілота. Він був спроектований за зразком сухопутної «Аерокобри». Grumman Corporation запропонували вельми привабливий і елегантний двомоторний літак Grumman XF5F Skyrocket. На їхньому тлі проект конструктора фірми «Чанс-Воут» виглядав менш екзотичним. Проте, ані Grumman, ані Bell не представили ВМС бажаного — палубного винищувача, який за характеристиками перевершував машини сухопутного базування.
До того ж, обидва ці конкурсанти були досить непрості в управлінні, а «Аеробоніта», як і «Кобра», виявилася схильна до плоского штопору. Тому, дітище фірми «Чанс-Воут» було визнано заслуженим переможцем і ВМС США уклали з фірмою контракт на будівництво прототипу нового винищувача вже у червні 1938 року.

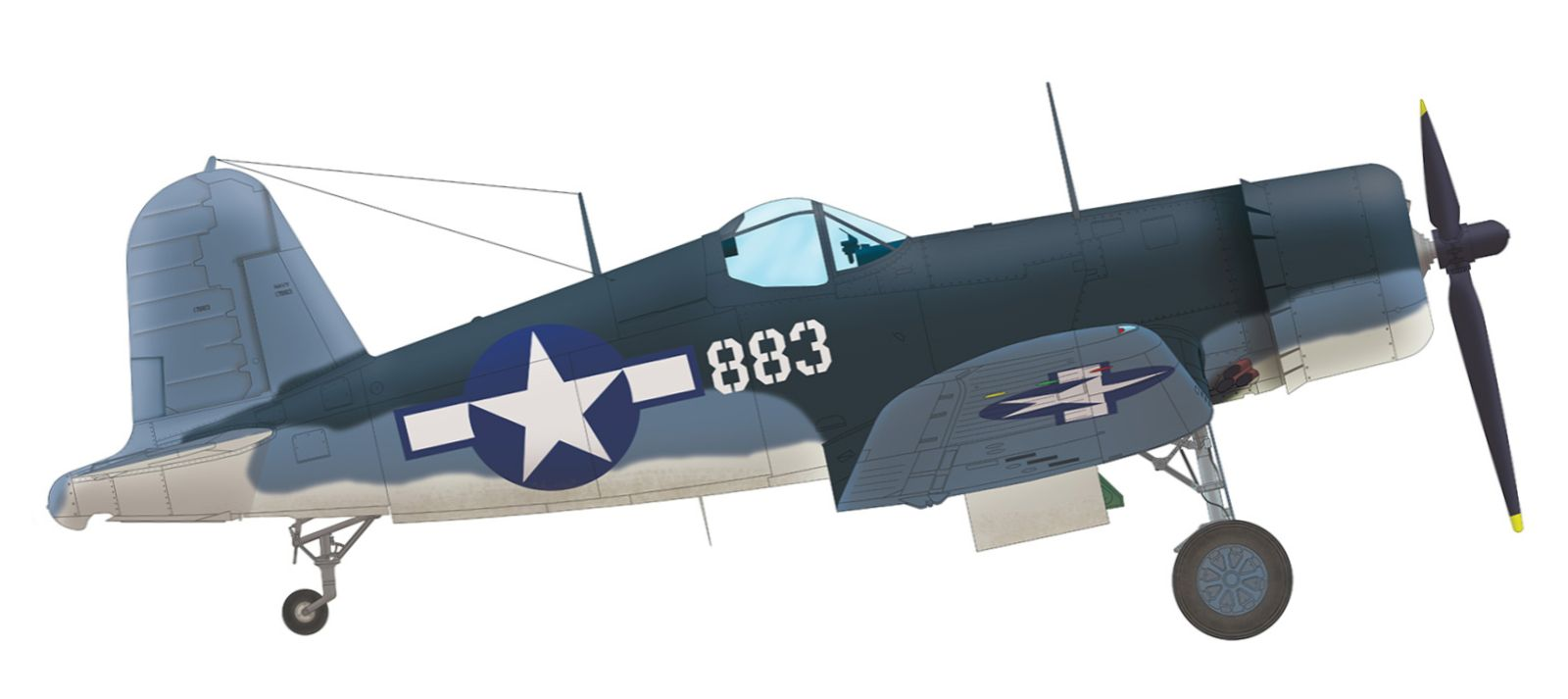
Винищувач F4U-1A «Корсар» кавалера Медалі Пошани майора Пеппі Боїнгтона

Команда розробників фірми «Воут» під керівництвом головного конструктора Рекса Бейзела створила один з найкращих на той момент винищувачів для флоту — XF4U-1. «Ченс-Воут» XF4U-1 був одномісним винищувачем-монопланом, оснащеним дворядним зіркоподібним 18-циліндровим мотором повітряного охолодження «Пратт-Вітні» XR-2800-2 «Восп» потужністю 1 800 к.с. Ця потужна силова установка робила літак одним з найшвидкісних винищувачів свого класу. Машині, продовжуючи традиції авіакомпанії, дали ім'я «Корсар» — до цього два інших літака, розроблених «Воут», вже носили цю назву.
Незважаючи на своє досить класичне компонування, новий літак мав у конструкції і технології виробництва декілька інновацій. Головною відзнакою літака стало застосування крила, виконаного у вигляді W-подібної при погляді спереду формі, так звана «зворотня чайка». Завдяки його впровадженню досягалося відразу кілька цілей. Ще на етапі продувок моделей в аеродинамічній трубі стало ясно, що консолі крила подібної форми, зчленовані з фюзеляжем циліндричної форми в нижній його частині, сприяли зниженню опору інтерференції, а як наслідок, не була потрібна установка зализів. Крім того, крило типу «зворотна чайка» знижувало ризик катастрофи при аварійній посадці на воду, тому завдяки своїй формі могло бути використано як редан. І нарешті, значно скорочувалася довжина основних стійок шасі, що призвело до певної економії маси конструкції планера.
29 травня 1940 року льотчик-випробувач Лиман Буллард вперше підняв літак у повітря. Льотні випробування нової машини перевершили всі очікування. Уже через кілька днів XF4U-1 досяг швидкості польоту 651,7 км/год і став найшвидкісним американським військовим літаком того періоду.
Льотні характеристики «Корсара» були настільки видатними, що на нього звернув увагу навіть Армійський авіаційний корпус США, причому в особі свого головнокомандувача генерала Генрі Арнольда. Швидкопідйомність машини становила 14,7 м/хв, а в пікіруванні вона розігналася до 885 км/год при перевантаженні 8. Хоча це і перевершувало вимоги технічного завдання, але чудово продемонструвало запас міцності літака.
1 жовтня 1940 року, XF4U-1 продемонстрував при випробувальному перельоті зі Стратфорда до Гартфорда неймовірну швидкість у 652 км/год, що стало абсолютним рекордом для одномоторного винищувача в історії американської авіації.
24-25 лютого 1941 року пройшли заключні випробування перед представниками американського флоту, і вже 3 березня було дано вказівку фірмі Vought готуватися до серійного випуску цього винищувача. 3 червня 1941 року надійшло офіційне замовлення на перші 584 літаки, під заводським позначенням VS-317. Перший серійний F4U-1 (заводський номер 02153) з двигуном R-2800-8 потужністю 1 970 к.с. був випущений заводом у Далласі і 25 червня 1942 року виконав свій перший політ. Під час випробувальних польотів була досягнута швидкість 638 км/год на висоті 7 540 метрів і швидкопідйомність 15,23 м/сек. 31 липня 1942 року відбулася офіційна передача літака американського флоту, після чого перші «Корсари» були направлені на авіаносець «Сенґамон» до затоки Чесапік.

## Бойове застосування

### Перший досвід
Першим підрозділом американського флоту, який отримав на озброєння F4U-1, стала ескадрилья VF-12 у Норт Айленді, Каліфорнія, за якою послідувала VF-17 в Норфолку, Вірджинія. Першою в авіації Корпусу морської піхоти США отримала «Корсари» ескадрилья VMF-124. Незважаючи на високу швидкість і маневреність «Корсара», пілоти флоту були розчаровані винищувачем після палубних випробувань на авіаносці, що виявили ряд неприємних особливостей поведінки машини при приземленні. Тенденція до завалювання на ліве крило була досить небезпечною при посадці на берегові аеродроми і абсолютно неприйнятною при приземленні на авіаносець. Цей недолік разом зі схильністю літака цибати і неможливість здійснювати посадку на три точки (довга носова частина закривала льотчику огляд попереду) призвели до того, що винищувач визнали непридатним до експлуатації з палуби. Фірма «Воут» шукала шляхи вирішення цих проблем і, в кінцевому підсумку, знайшла їх, але в той час F4U-1 експлуатувався тільки з берегових аеродромів. Водночас, такий літак став справжньою знахідкою для Корпусу морської піхоти — більшість ранніх «Корсарів» використовувалася в його авіації. Незабаром на озброєнні VMF-124 перебувало вже 22 літаки F4U-1 «Корсар».
Після здавання своїх неповоротких винищувачів F4F «Уайлдкет», льотчики морської піхоти охоче пересіли на «Корсари». Але і ВМС продовжувало приваблювати високі льотні характеристики літака й вживалися заходи щодо модернізації винищувача до вимог палубної авіації флоту.
12 лютого 1943 року ескадрилья Корпусу морської піхоти VMF-124 була перекинута на острів Гуадалканал в архіпелазі Соломонових островів. В цей же день «Корсари» виконали свій перший бойовий виліт, ескортуючи бомбардувальники PB4Y під час їхнього нальоту на японські кораблі на острові Бугенвіль. Але в цей день вони не вступили в бойове зіткнення з літаками противника.
14 лютого винищувачі VMF-124 спільно з Р-40 і Р-38 були перехоплені 50 японськими винищувачами «Зеро». Дебют для «Корсарів» виявився невдалим, вони втратили в цьому бою дві машини. Загальні втрати американців склали: два «Корсари», чотири Р-38, два Р-40, два PB4Y при трьох збитих японських літаках «Зеро». Виправдовувало пілотів F4U тільки те, що 20 годин нальоту було зовсім недостатньо для перенавчання з винищувачів «Buffalo» і «Wildcat». Чи не була також відпрацьована тактика бою. Льотчики просто ще не знали можливостей свого літака. Однак уже через два місяці боїв на бойовому рахунку ескадрильї лічилось 68 японських літаків при втраті власних 11 «Корсарів» та трьох загиблих пілотах.
У ході двомісячних боїв льотчики F4U-1 виробили тактику, яка і стала стандартною в боях з японськими літаками. Використовуючи переваги «Корсарів» у швидкості і швидкопідйомності, американські пілоти атакували японців першими. Виявивши літаки противника, американці швидко набирали висоту, а потім пікірували на них, знищуючи ворожі машини вогнем з кулеметів. Після атаки вони виходили з бою з набором висоти і займали новий рубіж для повторного нападу. Поступаючись «Зеро» в маневреності, «Корсари» намагалися не ув'язуватись з ними в ближній маневрений бій. А в складних ситуаціях «Корсар» міг відірватися від противника за рахунок швидкого набору висоти або пікірування.

### 1943

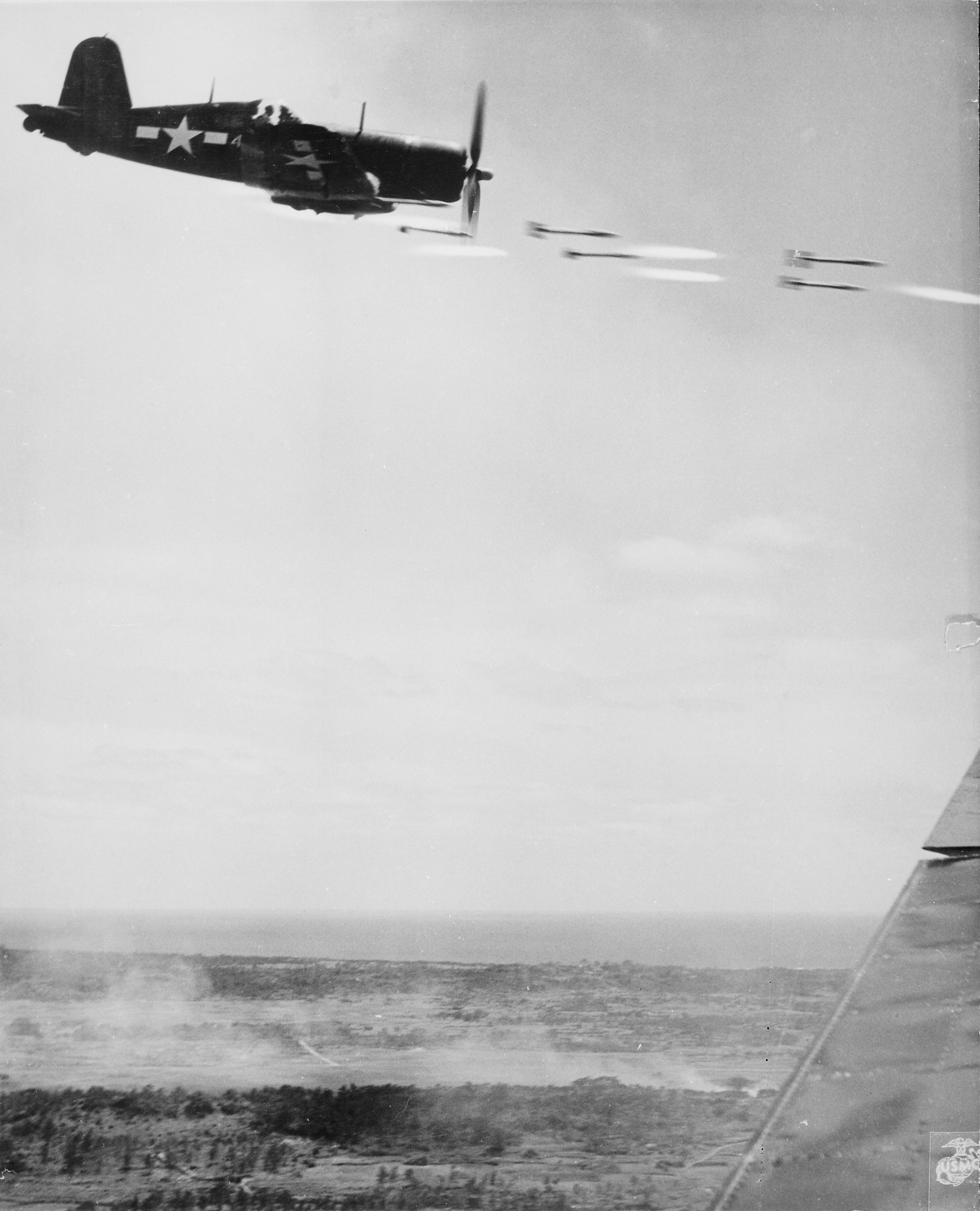
Винищувач «Корсар» здійснює ракетний залп авіаційними ракетами по японських позиціях на Окінаві. Червень 1945

До кінця 1943 року всі винищувальні ескадрильї морської піхоти США в південній частині Тихого океану були переозброєні винищувачами F4U, і до цього часу асами «Корсарів» було знищено 584 літаки противника.
Набагато складніше складувалась доля цих літаків у військово-морських силах при підготовці до використання «Корсарів» на авіаносцях. 25 вересня 1942 року розпочалась серія пробних зльотів і посадок на авіаносці «Сенґамон», яка відразу виявила низку недоліків у конструкції літака. Стандартна техніка приземлення на авіаносець була практично неможлива. Двигун обмежував огляд льотчика, а краплі мастила, які потрапляють з двигуна, на лобове скло ще більше ускладнювали видимість. У момент посадки пілот був змушений зближуватися з кораблем не по прямій, а на віражі, щоб бачити посадкову палубу. У момент приземлення винищувач опускав ніс і сильно бився основними колесами. «Корсар» підскакував на жорстко амортизованих стійках шасі, що нерідко призводило до пошкодження літака. У цій ситуації командування ВМС не могло використовувати F4U-1 як палубні винищувачі.
Компанія «Воут» доклала чимало зусиль для удосконалення свого літака та усунення виявлених недоліків, загалом до конструкції Корсару було внесено більше за 100 модернізацій та змін.
Для збільшення темпу випуску літаків виробництво F4U-1 було розгорнуто на заводах фірм Goodyear Aeronautical Corp. в Огайо і Brewster Aeronautical Corp. у Нью-Йорку. 25 лютого 1943 року злетів перший FG-1 фірми Goodyear, котрий відрізнявся від F4U-1 тільки тим, що крила не складалися.
Список найкращих асів «Корсарів»
| Ім'я                                            | Ескадрилья  | Нагороджений             | Кількість збитих літаків |
| ----------------------------------------------- | ----------- | ------------------------ | ------------------------ |
| Роберт Гансон                                   | VMF-215     | Медаль Пошани            | 25                       |
| Пеппі Боїнгтон                                  | VMF-214     | Медаль Пошани            | 22                       |
| Кеннет Волш                                     | VMF-124     | Медаль Пошани            | 21                       |
| Дональд Олдріч                                  | VMF-215     | Військово-морський хрест | 20                       |
| Вілбур Томас (англ. Wilbur J. Thomas)           | VMF-213     |                          | 18,5                     |
| Айра Кепфорд                                    | VF-17       | Військово-морський хрест | 16                       |
| Джеймс Светт                                    | VMF-221     | Медаль Пошани            | 15,5                     |
| Гарольд Сперс (англ. Harold L. Spears)          | VMF-215     | Медаль Пошани            | 15                       |
| Арчі Гленн Донаг'ю (англ. Archie Glenn Donahue) | VMF-112     | Хрест льотних заслуг     | 14                       |
| Джеймс Капп                                     | VMF-213     | Військово-морський хрест | 13                       |
| Едвард «Бад» Шоу (англ. Edward "Bud" Shaw)      | VMF-213     |                          | 13                       |
| Роджер Гедрік (англ. Roger R. Hedrick)          | VF-17/VF-84 | Хрест льотних заслуг     | 13                       |
| Джон Томас Блекберн                             | VF-17       | Військово-морський хрест | 11                       |

3 жовтня 1942 року модернізовані винищувачі F4U-1 почали надходити в експериментальну ескадрилью ВМС США VF-12, яка спочатку розміщувалася на наземної базі в місті Сан-Дієго, штат Каліфорнія. До 14 січня 1943 року ця ескадрилья була повністю укомплектована 22 винищувачами «Корсар» і 22 січня перебазована на борт авіаносця «Кор». У березні-квітні 1943 року нові винищувачі F4U-1 надійшли до ескадрильї VF-17, раніше озброєну літаками F6F3 «Хеллкет». У середині квітня підрозділ було перекинуто на борт авіаносця «Банкер Гілл». Це була перша палубна ескадрилья ВМС США, що вступила в бій на літаках «Корсар». Починаючи з вересня 1943 року пілоти VF-17, діючи з наземних баз на Соломонових островах, знищили за 76 днів 127 японських літаків і 5 кораблів. П'ятнадцять льотчиків ескадрильї стали асами. Один з них, лейтенант А.Кепфорд, до свого повернення на батьківщину здобув 17 перемог і став п'ятим серед морських льотчиків за кількістю збитих літаків.
Ескадрилья VF-17 була першою, яка довела, що «Корсари» придатні для дій з авіаносців. 8 листопада 1943 року, влетівши з островів Нової Джорджії, F4U «Корсар» VF-17 виконували бойове завдання з прикриття авіаносців «Ессекс» і «Банкер Гілл», літаки яких завдавали удари по місту Рабаул. Перехопивши і знищивши групу з 18 японських бомбардувальників, «Корсари» майже повністю витратили запас палива. Тому, всупереч інструкціям, було прийнято вимушене рішення про посадку на авіаносці. Всі літаки благополучно сіли на палубу. Ця посадка вплинула на подальше вирішення командування про ширше використання F4U з авіаносців.
Однак не завжди все закінчувалося настільки благополучно. 25 січня 1944 року 23 «Корсари» з VMF-422 вилетіли з острова Тарава для 469-мильного перегінного польоту на Фунафуті. Погана погода і невдало спланований маршрут привели до того, що ескадрилья заблукала, і, повністю вичерпавши пальне, літаки впали в море. 10 літаків зникло в морі, 13 здійснили вимушену аварійну посадку на воду. Ті, що вціліли, три доби провели на рятувальних плотах у морі, поки їх не знайшов у морі літак-амфібія «Каталіна». Однак, літаючий човен не міг перевезти усіх постраждалих, тому екіпаж літака повідомив по радіо про допомогу й ввечері американський есмінець «Гоббі» забрав решту. У цілому 22 літаки були втрачені та 6 пілотів загинуло.
З середини 1943 року розпочато виробництво нової модифікації винищувача F4U-1А, основною відмінністю якого став новий випуклий ліхтар кабіни пілота. З листопада 1943 року на літак став встановлюватися двигун R-2800-8W потужністю 2250 к.с.
Наступну версію винищувача F4U-1D, який мав потужне ракетно-бомбове озброєння, часто використовували як винищувач-бомбардувальник. Для відпрацювання нової тактики, наприкінці 1943 року, фірма Vought доручила легендарному Чарльзу Ліндбергу провести два випробувальних польоти над лінією фронту з максимальним бомбовим навантаженням. Озброєння літака складалося з 907-кілограмової бомби на центральному пілоні і двох 454-кілограмових бомб під центропланом, що становило майже половину бомбового навантаження важкого бомбардувальника В-17! У польоті, Чарльз Ліндберг порушив інструкцію, яка забороняла йому вступати в бій з противником, і атакував позиції японської зенітної артилерії на відстані 370 км від бази. Цей політ підтвердив можливість застосування версії «-1D» в ролі важкого винищувача-бомбардувальника.

### 1944—1945
У квітні 1944 року завершились експерименти з модернізованим винищувачем F4U-1D на борту ескортного авіаносця «Гемб'єр Бей». Пілоти виконали 113 зльотів і посадок без жодної аварії. 22 квітня 1944 року командуванням ВМС США вже були зняті всі обмеження на застосування F4U як палубних винищувачів.
У березні 1945 року, під час боїв за Окінаву, у складі американського флоту діяло вже 10 палубних ескадрилій, озброєних F4U-1D: чотири VMF, три VBF, три VF (VF-10 на авіаносці «Інтерпід», VF-5 на «Франклін», VF-84 на «Банкер Хілл»). Одночасно йшло активне переозброєння з «Хеллкетов» на «Корсари», і до кінця битви за Окінаву практично всі ударні авіаносці американського флоту мали ескадрильї «Корсарів».
Під час боїв за японські острови «Корсари» отримали у американських морських піхотинців прізвисько «Ангели Окінави».

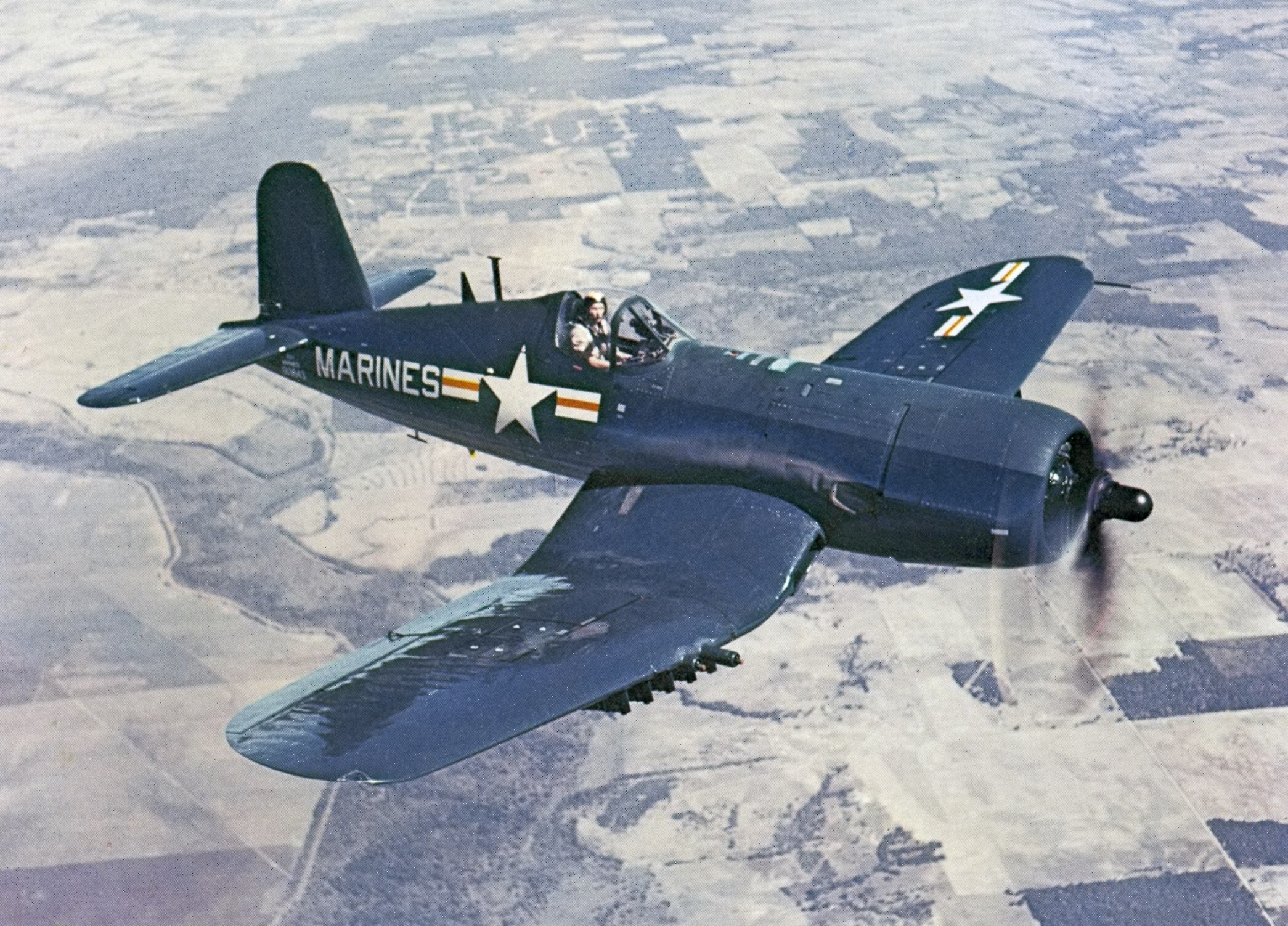
Винищувач AU-1 «Корсар». 1952

Ще у другій половині 1943 року почалися роботи над наступною версією «Корсара» — F4U-4. Перший прототип був перероблений зі стандартного F4U-1A під позначенням F4U-4XA. 19 липня 1944 року здійснив свій перший політ, а вже 20 вересня літак був прийнятий для серійного виробництва. Потреба в новому винищувачі була настільки велика, що флот замовив відразу 6 049 літаків. У нову модифікацію винищувача було внесено понад 300 змін, але головною відмінністю була установка нового двигуна R-2800-18W серії С. На літак додатково встановлювалося 89,3 кг бронювання. Передбачалася підвіска двох 454-кілограмових бомб або 8 авіаційних ракет HVAR калібром 127 мм. У кількості 296 екземплярів була побудована версія F4U-4C з 20-міліметровою гарматою М3, з боєзапасом 220 снарядів на ствол.
До кінця війни побудовано 1912 «Корсарів» F4U-4, і близько 500 літаків застосовувалися в останніх боях на острові Окінава, при нальотах на Токіо, Сайгон і інші важливі цілі. Після війни замовлення на «Корсари» було знижено до 793 літаків, що відразу ж позначилося на темпі виробництва. В місяць випускалося тільки 20 винищувачів.

### Підсумок бойового застосування
За даними американських військових експертів за час війни F4U та FG здійснили 64 051 бойовий виліт в інтересах ВМС та Корпусу морської піхоти, що становить 44 % від загальної кількості застосування винищувачів такого класу. З них тільки 9 581 літако-виліт (15 %) був здійснений з палуби авіаносців. Пілоти F4U та FG провели 2 140 повітряних боїв, збивши 189 літаків противника, середнє співвідношення втрат становить 11:1. За підрахунками співвідношення результатів боїв з найкращими японськими літаками в останній рік війни на Тихому океані становило: 12:1 проти A6M та 6:1 проти Ki-84, N1K-J і J2M. «Корсари» винесли основний тягар завдань для винищувачів-бомбардувальників США, скинувши на противника 15 621 тонну авіаційних бомб за час війни, що становило 70 % від загальної чисельності бомб скинутих американськими літаками цього типу.
Для впевненого пілотування «Корсара», пілоту потрібно було пройти серйозну багатогодинну льотну підготовку. Число втрачених з небойових обставин винищувачів F4U набагато перевищувало бойові втрати (189 літаків було збито у повітряних боях з противником, 349 машин були збиті зенітною артилерією, 230 — з інших бойових причин, 692 при виконанні небойових вильотів і 164 розбилися при зльотах і посадках на авіаносці або на аеродроми).

## Відео
- Chance Vought F4U Corsair Whistling Death [Архівовано 12 серпня 2017 у Wayback Machine.]
- Vought F4U Corsair
- 5 Corsairs flying at the Planes of Fame Airshow 2017 [Архівовано 23 червня 2017 у Wayback Machine.]